# Kafferosteriet, Gäddviken

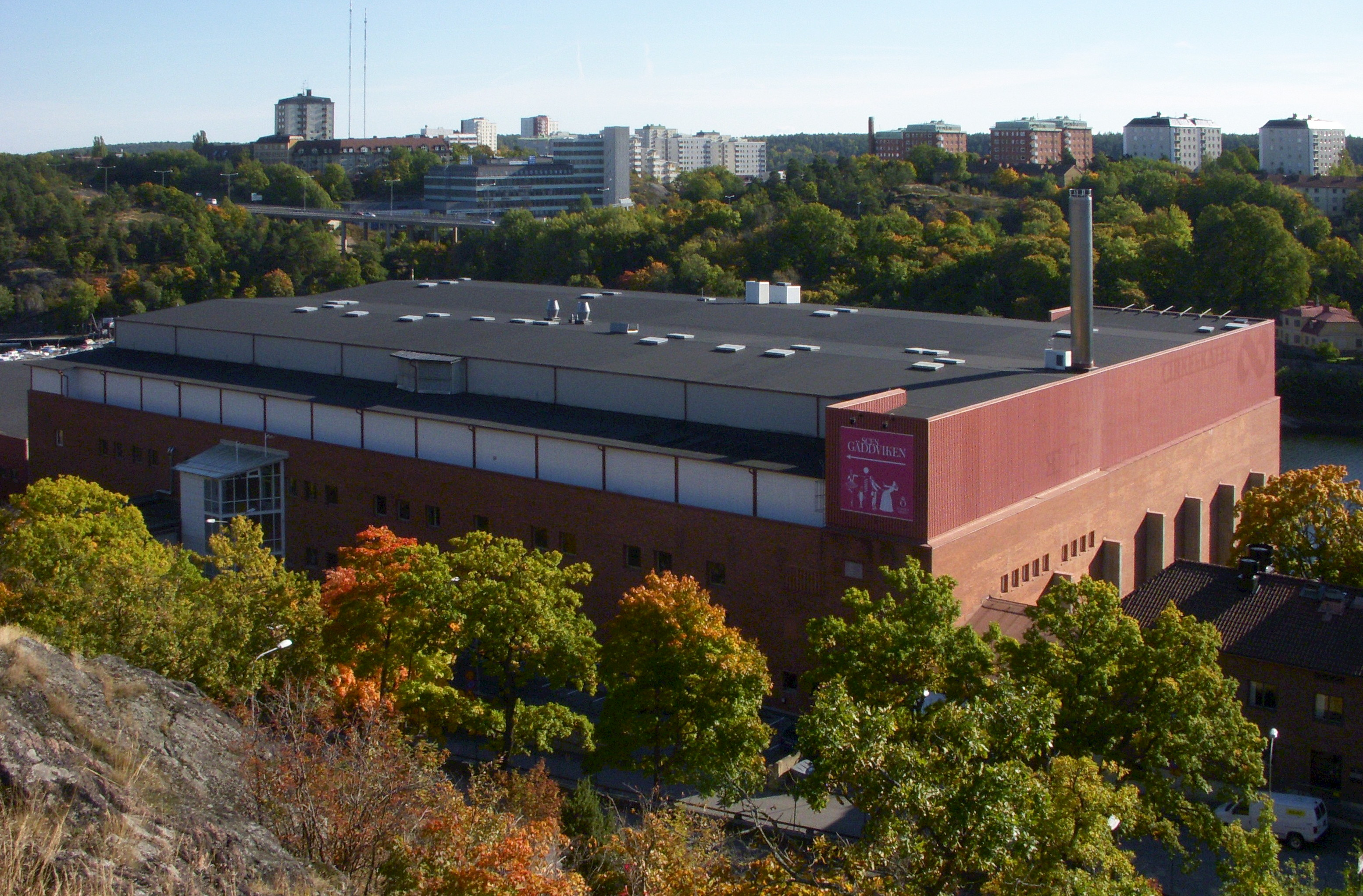
Huvudbyggnaden sedd från Finnberget, 2013.

Kafferosteriet i Gäddviken (fastigheten Sicklaön 37:49), är en industrianläggning som anlades av Kooperativa Förbundet vid Kvarnholmsvägen i Nacka kommun. Rosteriet, som producerade märket ”Cirkelkaffe”, byggdes 1969-1970 och drevs fram till 1994/95. Den väldiga byggnaden blev ett dominant inslag vid Svindersvikens norra strand. Än idag syns svagt KF:s logotyp och texten Cirkelkaffe som en skugga på plåtfasaden. I lokalerna finns numera Operans och Dramatens ateljéer med dekorverkstad, utrymmen för repetitioner och kostymlager samt sedan 2013 även en ny scen.

## Tidigare anläggningar

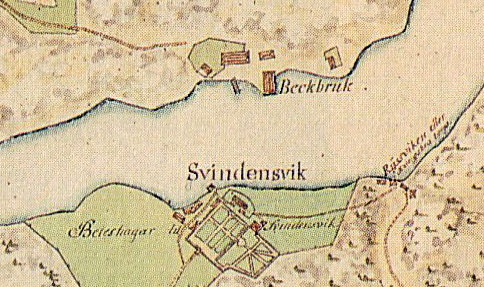
Beckbruket 1774.

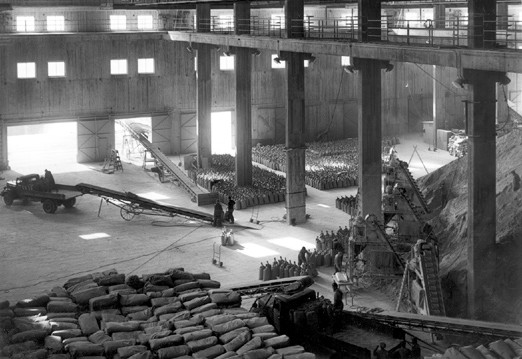
Betongmagasinet från 1940-talet blev senare en del av KF:s kafferosteri.

På platsen har det funnits industrier i olika former allt sedan 1600-talets mitt, när holländaren Johan van Swindern ägde här ett beckbruk, som var i drift mellan 1671 och 1825. 
På 1870-talet byggde Stockholms Superfosfat Fabriks AB en fabrik för tillverkning av konstgödsel. Platsen var väl vald, här fanns möjlighet att anlägga en skyddad hamn och via Svindersviken fick man direkt tillgång till Östersjön. Fabriksbyggnaderna ritades av arkitekten Ernst Jacobsson och bestod av en lång envåningslänga i trä som var 240 fot lång och 60 fot bred och täckt med ett spåntak.
År 1929 köptes fabriken i Gäddviken av Kooperativa Förbundet i syfte att åstadkomma bättre förhållanden inom branschen. Från den 1 november 1931 utarrenderades superfosfatfabriken på fem år i taget till Svenska Lantmännens Riksförbund (SLR), som i sin tur hyrde ut fabriken till en sammanslutning av landets samtliga superfosfatfabriker. 
År 1947 återtog KF fabriken från SLR och 1948-1950 byggde man ut anläggningen med ett modernt betongmagasin. Driften upphörde 1966 och större delen av fabriksbyggnaderna revs några år senare för utvidgningen av ett av OK:s oljeupplag. Strax söder om det gamla fabriksområdet anlades i stället ett kafferosteri för KF:s märke ”Cirkelkaffe”. Betongmagasinet lät man stå kvar och ingick sedan i den nya verksamheten.

## Kafferosteriet

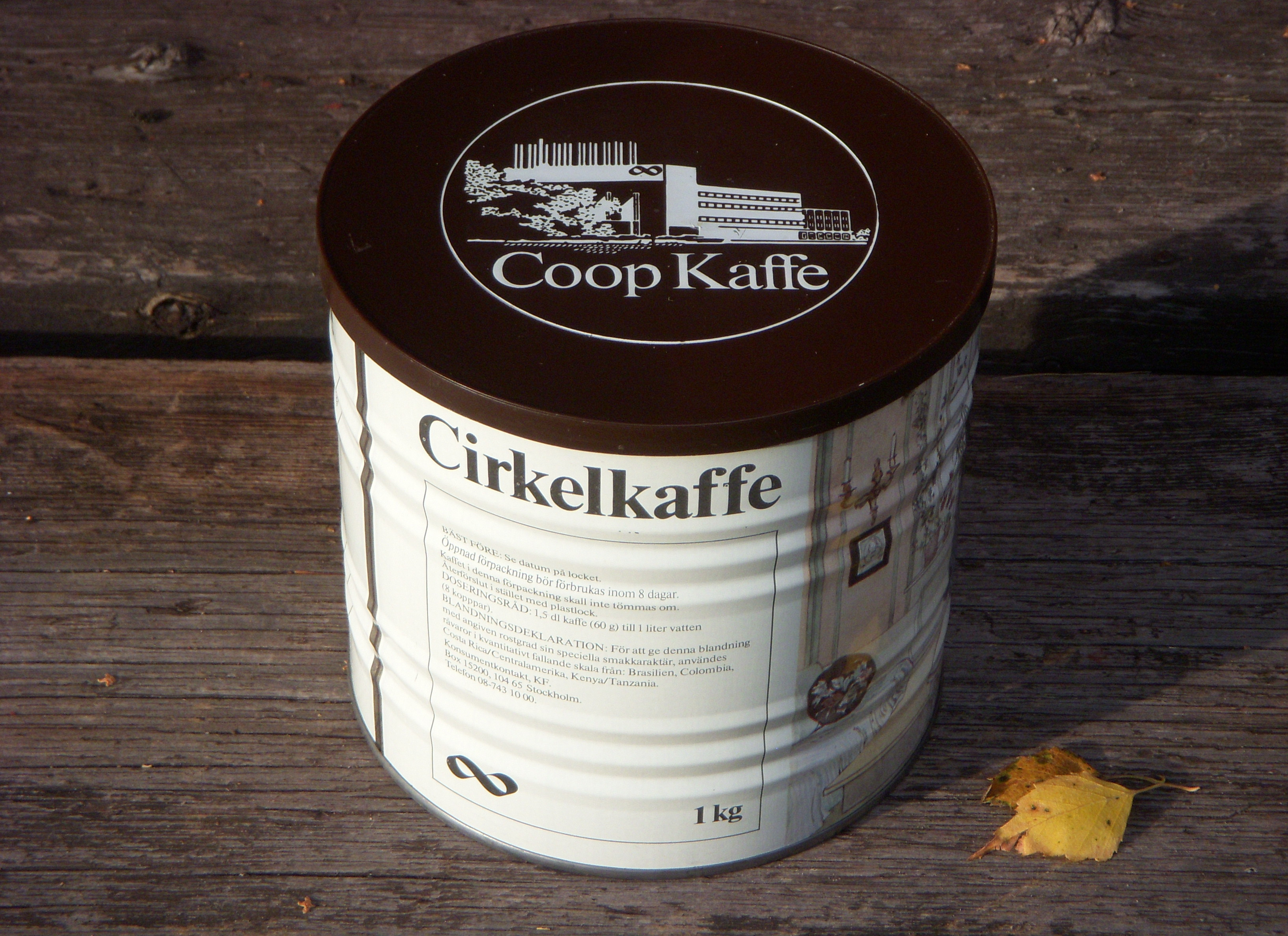
Burklock med kafferosteriets byggnad.

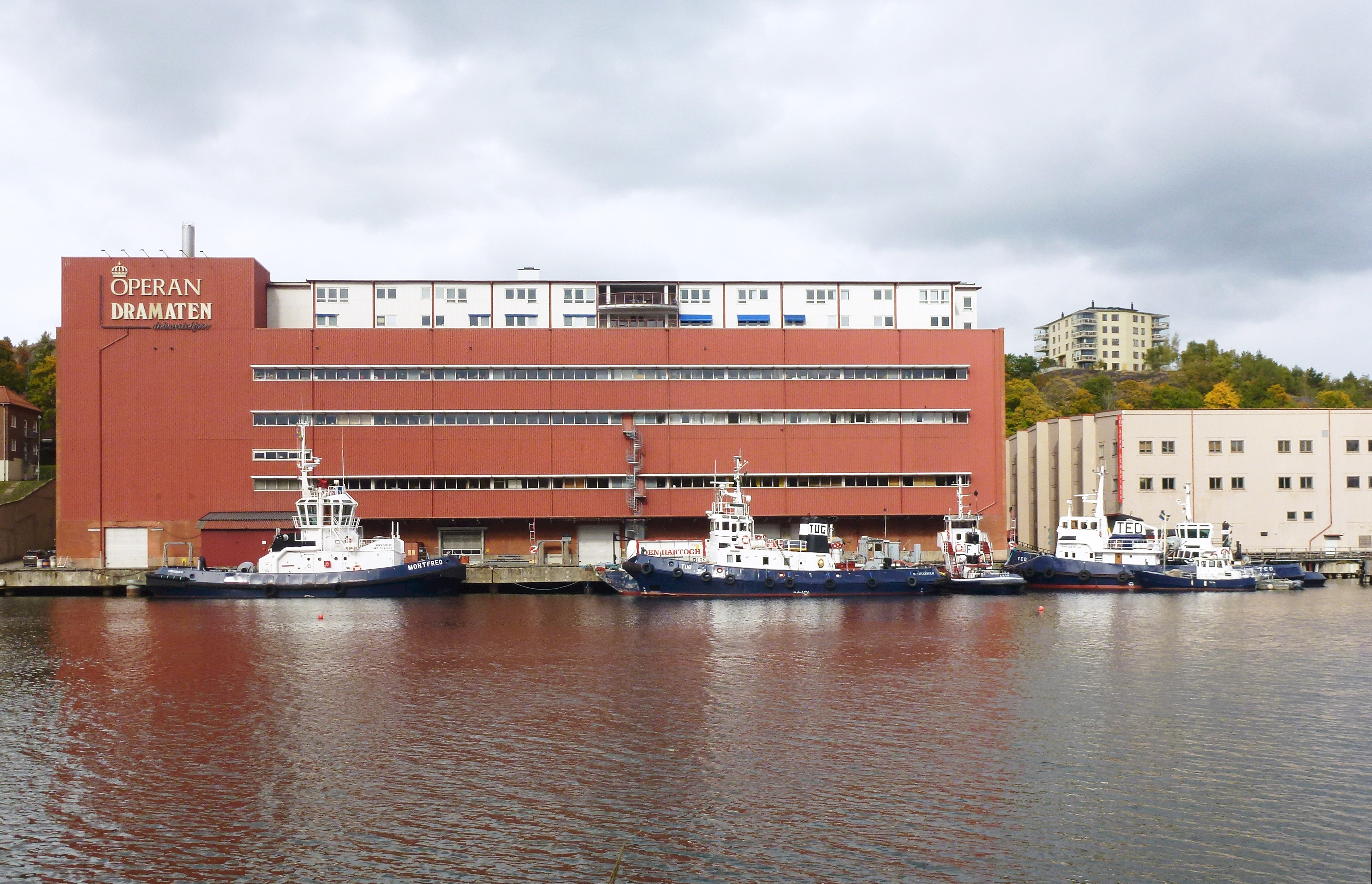
Byggnaden sedd från Svindersvik.

Fabriksbyggnaden projekterades av Kooperativa Förbundets Arkitekt- och Ingenjörsbyrå (KFAI) och uppfördes 1969-1970 med en stomme av prefabricerade betongelement. Leverantör var Abetong AB. Fasaderna är utförda i rött tegel utom takkrönet och sidan mot Svindersviken som fick en beklädnad av trapetsprofilerad plåt i orangeröd kulör. De höga fasaderna mot öst och väst förstärktes med utvändiga strävpelare i betong. 
Den väldiga byggnadsvolymen delades upp i en högre rosteridel mot väst och en något lägre drifts- och lagerdel i tre våningar. Här fanns bland annat kontor, personallokaler, matsal, laboratorier, provkök och lagerlokaler. På rosteridelens tak stod tio dubbelskorstenar som spred kaffedoften till omgivningen. Den delen av Värmdöleden som går förbi här kallas i folkmun fortfarande för Kaffebacken eftersom vindarna ofta förde med sig doften av nyrostat kaffe.
Mot kajen anordnades lagerhallen med in- och utlastningsportar. Hit skeppades kaffesäckarna direkt från Sydamerika. Till anläggningen hörde även några äldre kontorsbyggnader och en grindstuga. Produktionen av Cirkelkaffe fortgick till mitten av 1990-talet då rosterirörelsen inklusive varumärket såldes till Kraft Foods (med sitt eget märke Gevalia), som efter några år lade ned tillverkningen.
År 2002 byggdes lokalerna om och till, bland annat utfördes en ny takvåning. Sedan övertog Dramaten och Operan byggnaden där de idag har ateljéer, verkstäder, repetitionsrum och rekvisitalager. År 2013 öppnade Operan en ny scen med 180 platser, kallad Scen Gäddviken. Idag finns här kontorslokaler med en yta av 1 425 m² och övriga lokaler med en yta av 29 414 m².

## Bilder

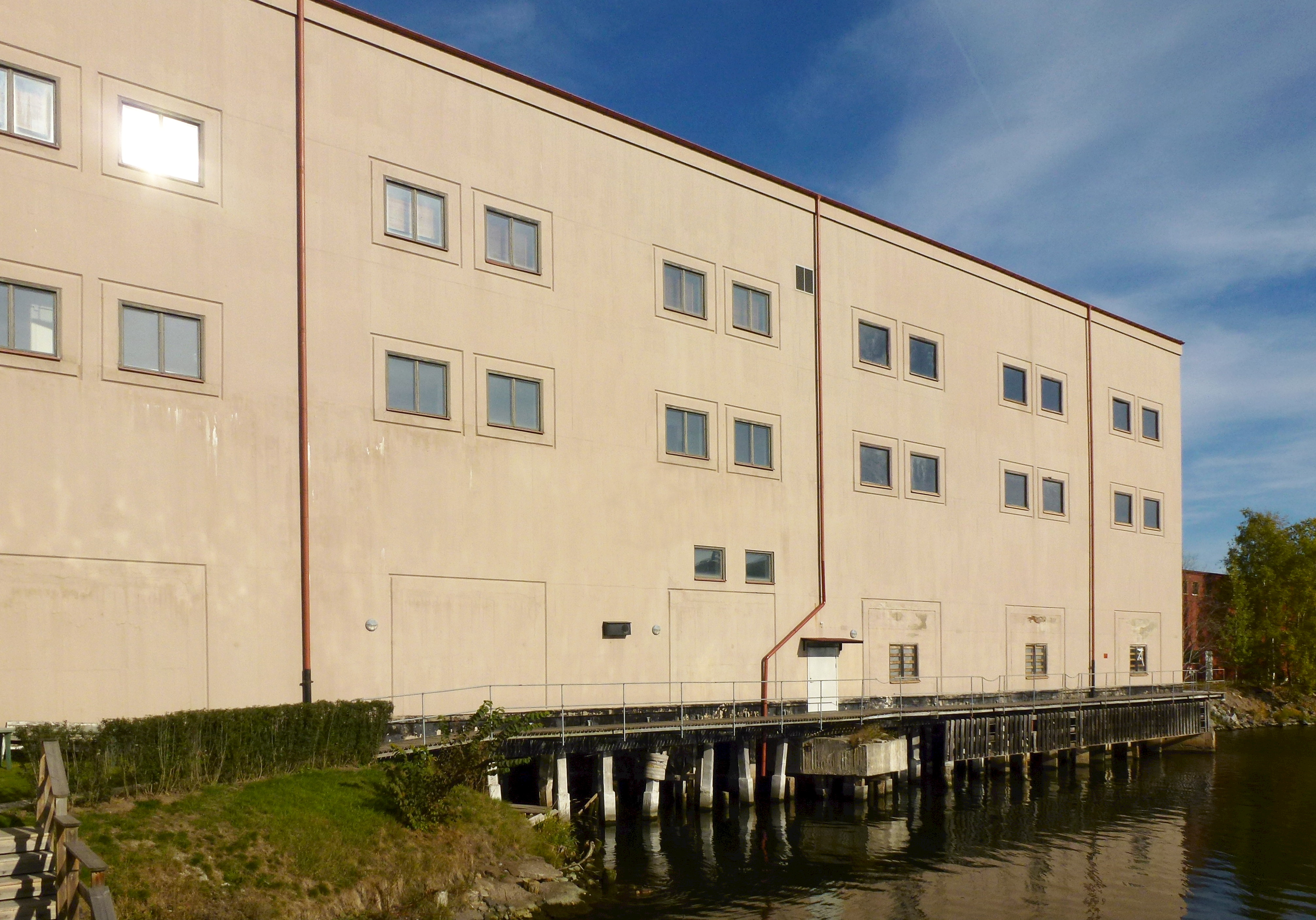
Betongmagasinet
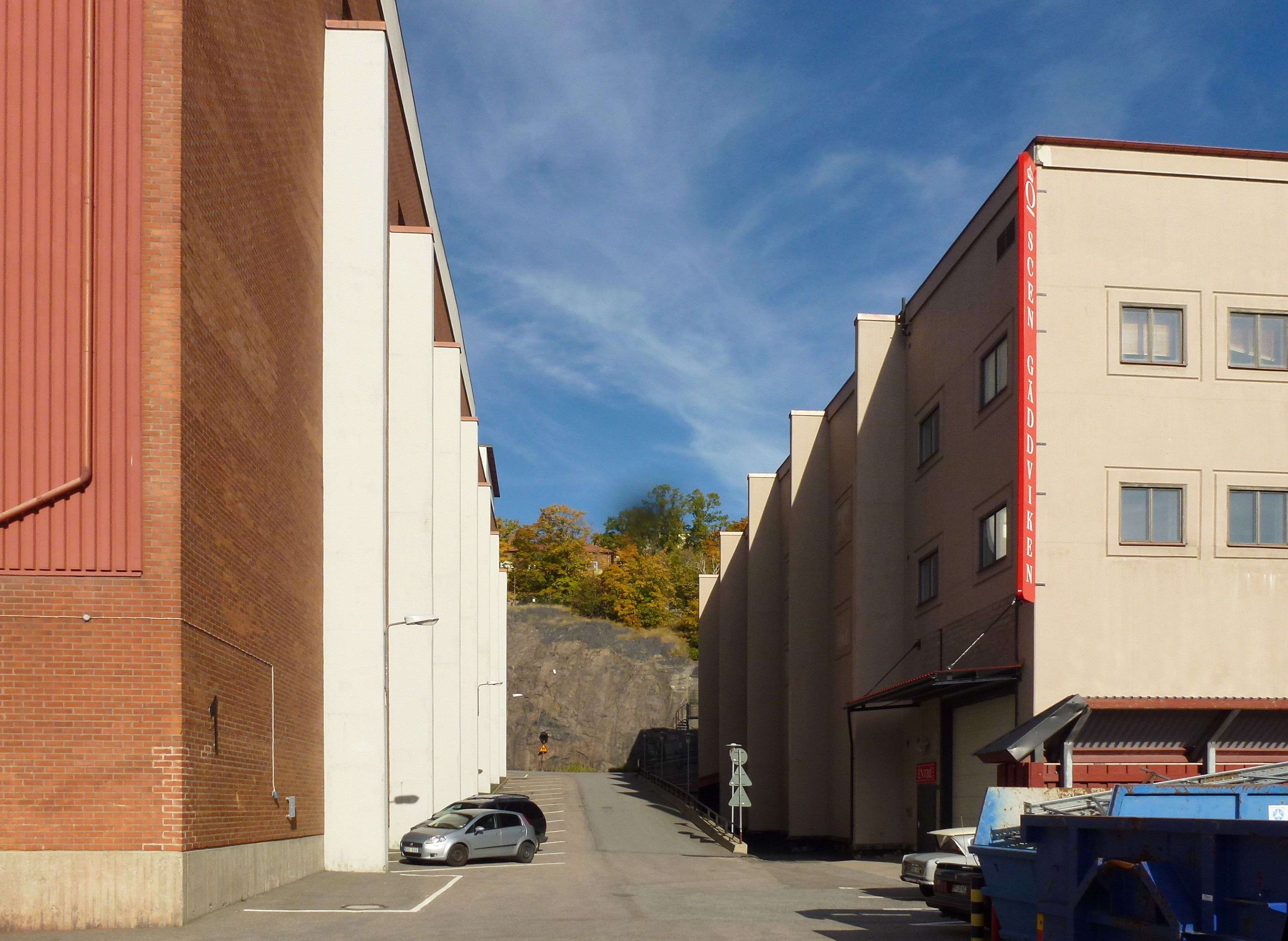
Infart till kajområdet
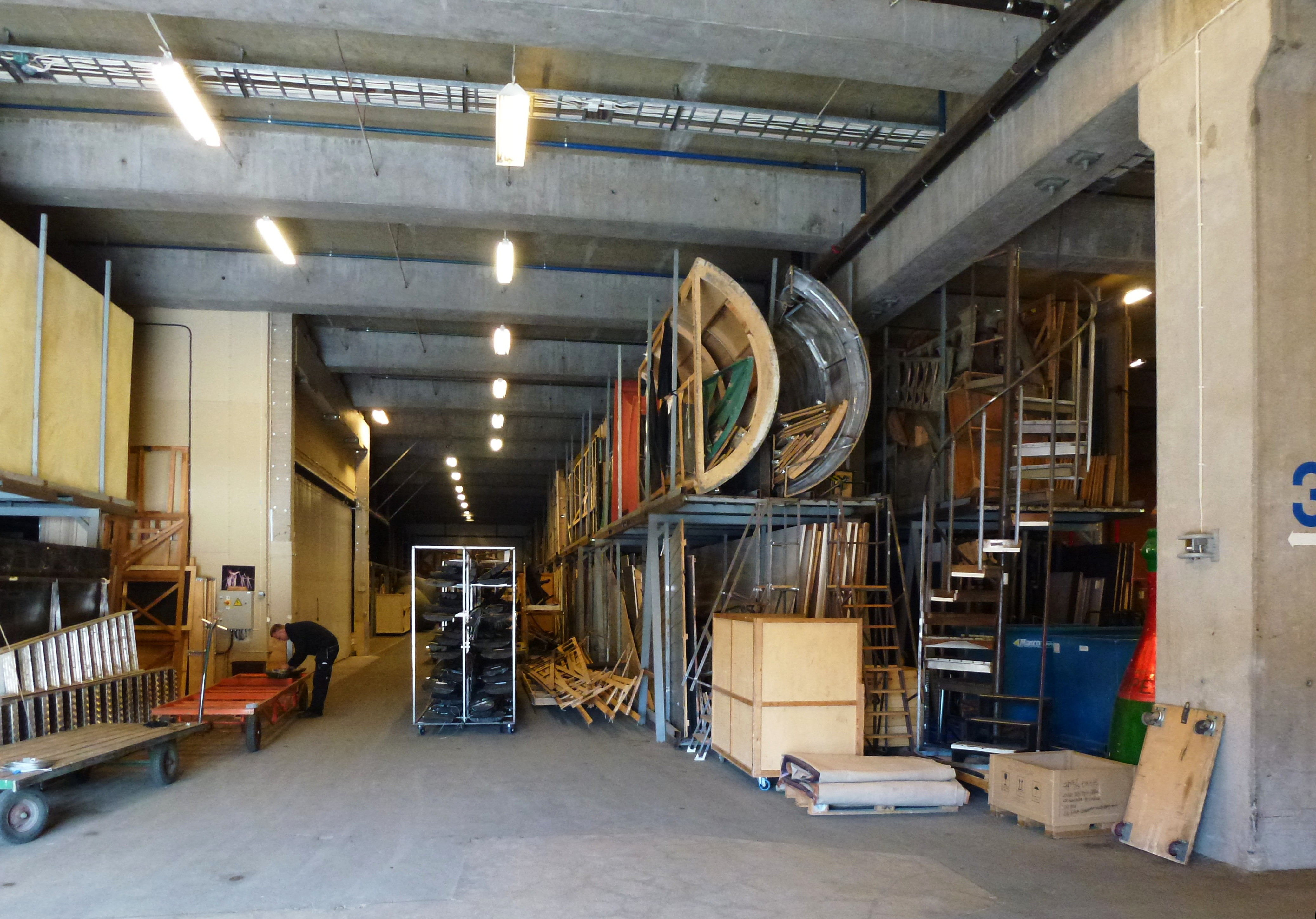
Lagerhallen
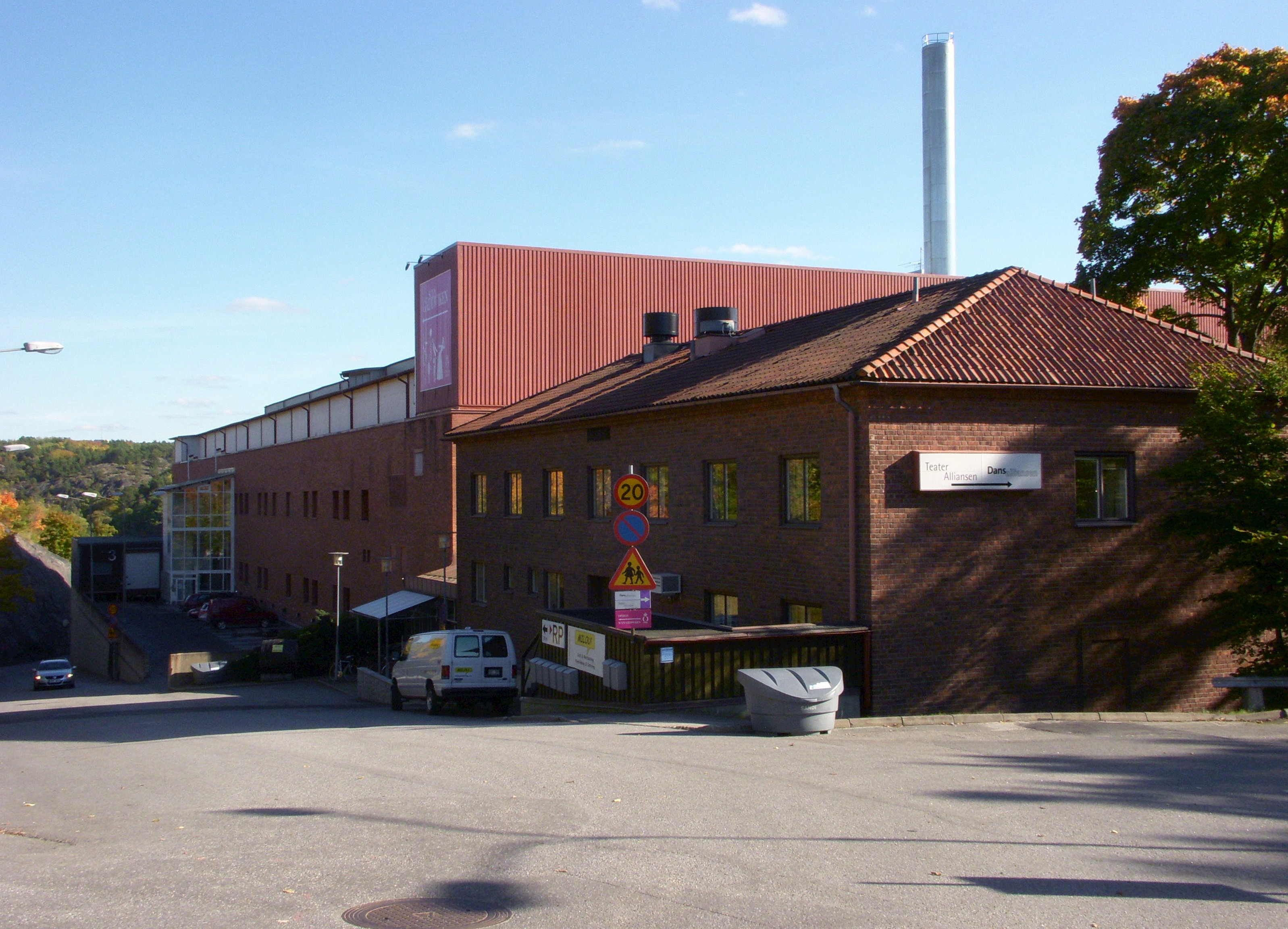
Entréområdet
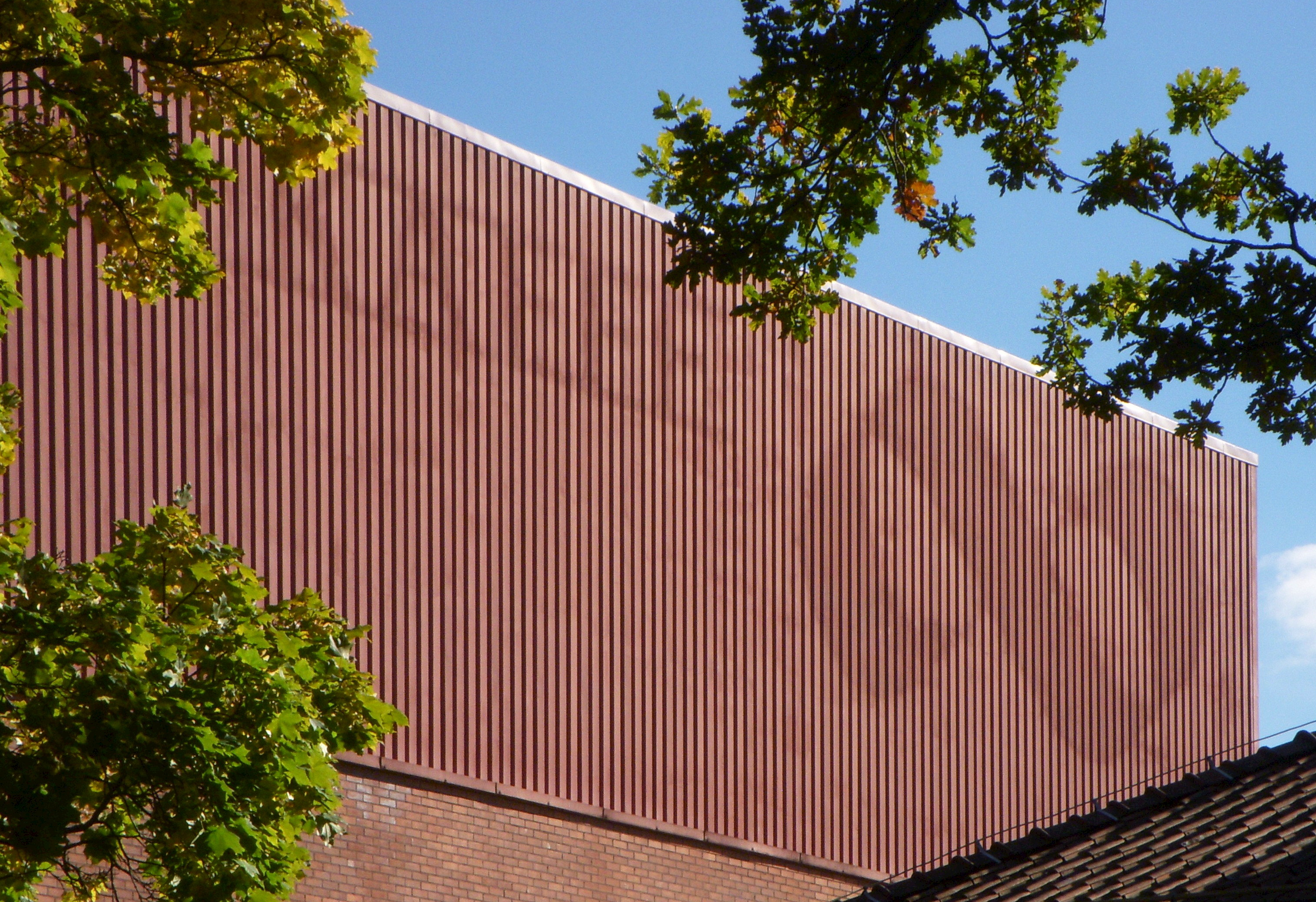
Än syns KF:s logo
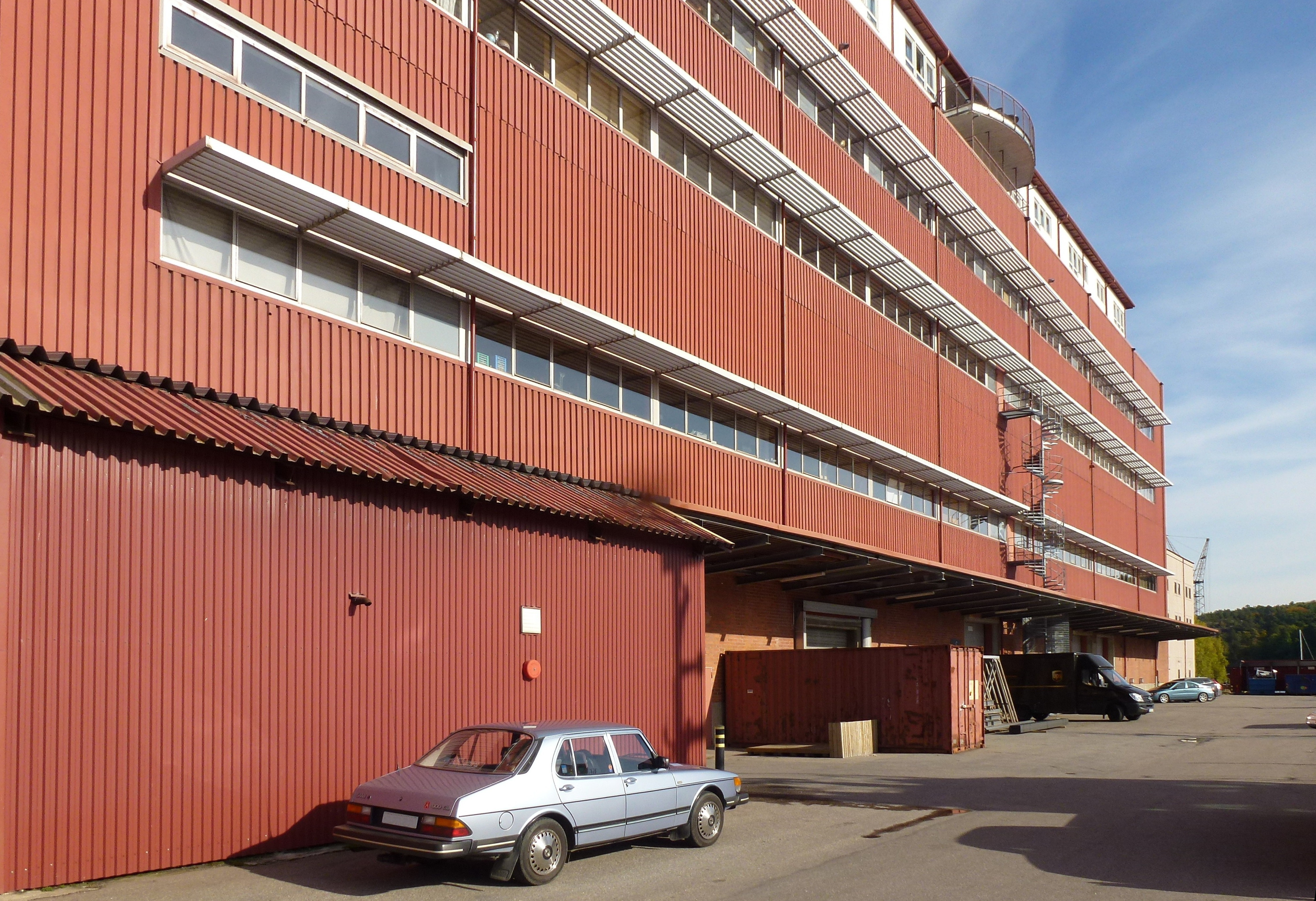
Kajområdet
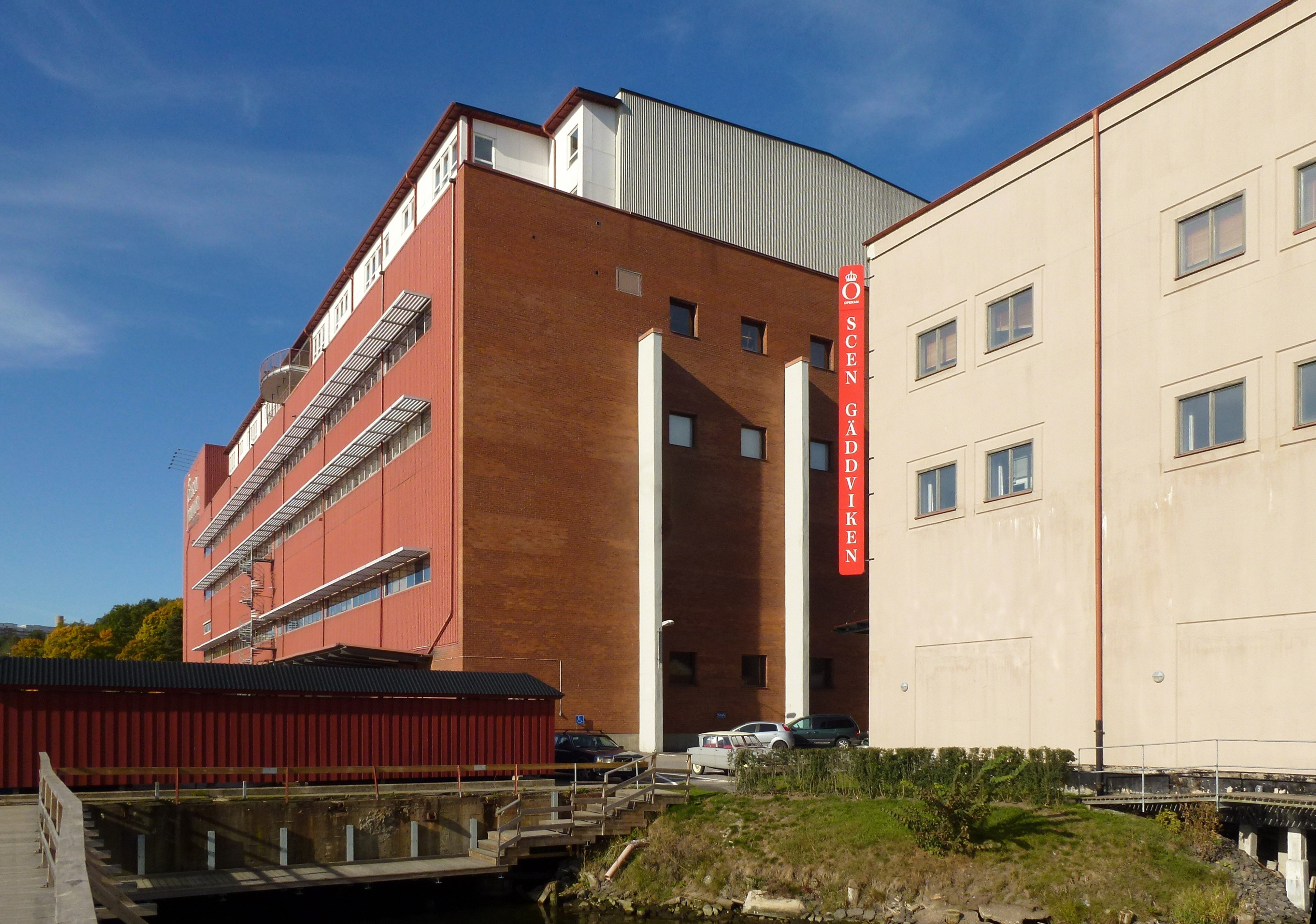
Betongmagasinet (närmast) och rosteribyggnaden
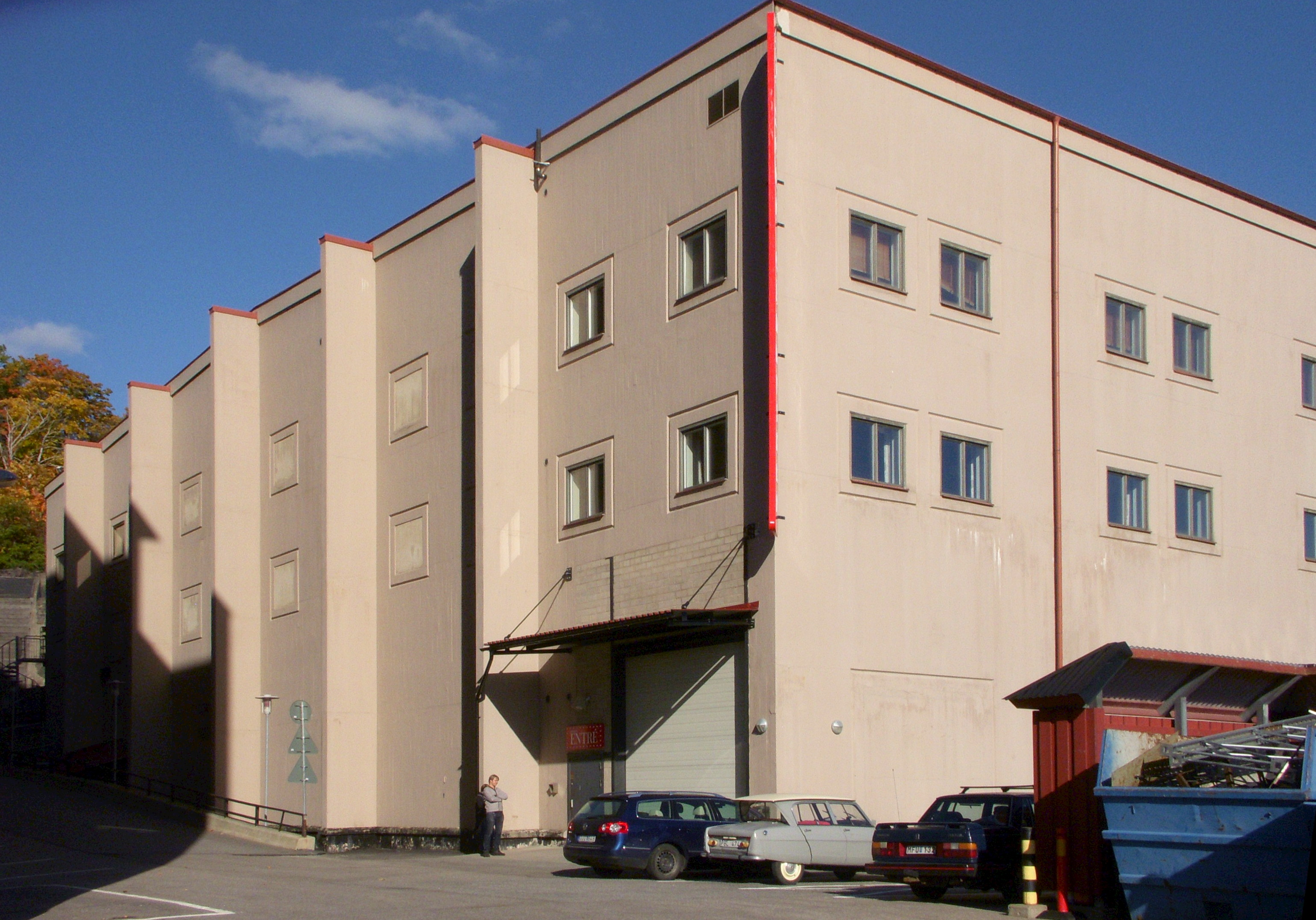
Betongmagasinet